# Ivins (Utah)
Ivins es una ciudad del condado de Washington, estado de Utah, Estados Unidos. Según el censo de 2000 la población era de 4.450 habitantes, se estima que en 2005 había llegado a los 6.738 habitantes. Ivins es una de las ciudades de más rápido crecimiento de Utah, desde 1990, cuando su población era de 1.639 habitantes. Entre los años 2000 y 2004, Ivins pasó del puesto 68 de los mayores lugares incorporados al puesto

## Geografía
Ivins se encuentra en las coordenadas 37°10′3″N 113°40′51″O / 37.16750, -113.68083.
Según la oficina del censo de Estados Unidos, la población tiene una superficie total de 26,6 km². De los cuales 26,4 km² son tierra y 0,2 km² (0.68%) están cubiertos de agua.
- Datos: Q482401
- Multimedia: Ivins, Utah / Q482401

1. ↑  Zip Data Maps, código ZIP n.º 84738.